# Salema (Portugal)

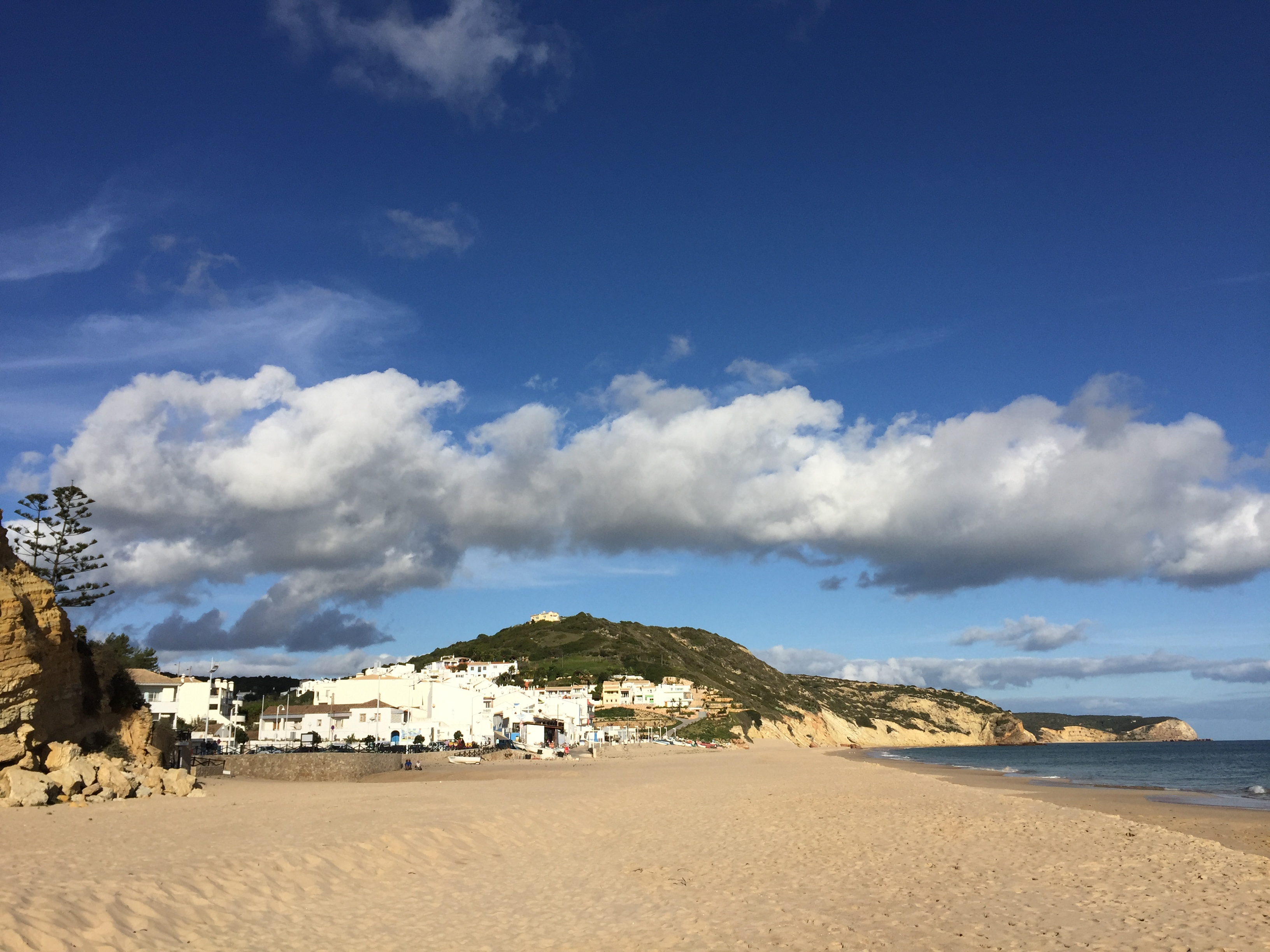
Salema.

Salema ist ein Dorf in der portugiesischen Gemeinde (Freguesia) Budens, Kreis Vila do Bispo im Distrikt Faro, an der Algarve. Es liegt in einem kleinen Tal, das die schroffe Küste der Felsalgarve unterbricht, unmittelbar am Meer. Salema liegt etwa auf halber Strecke zwischen dem Cabo de São Vicente, dem südwestlichsten Punkt des europäischen Festlands zwischen Sagres und der Stadt Lagos. Das Dorf liegt zudem im Parque Natural do Sudoeste Alentejano e Costa Vicentina, einem Naturschutzgebiet, das sich an der gesamten südwestportugiesischen Küste entlangzieht. 
Noch bis in die 1980er Jahre war Salema ein kleines Fischerdorf, das sich allmählich zu dem Treffpunkt der Rucksacktouristen an der Algarve entwickelte. Inzwischen ist der Tourismus die Haupteinnahmequelle, auch wenn es im Ort nach wie vor einige hauptberufliche Fischer gibt, deren Boote am Strand liegen. Der boomende Tourismus führte in den vergangenen Jahren zu einer regen Bautätigkeit. Das ursprüngliche Dorf erstreckt sich entlang einer engen Straße, die  parallel zur Küste den Talhang hinaufführt. Entlang des Strandes entwickelte sich in den vergangenen Jahren eine Promenade.

## Sehenswürdigkeiten

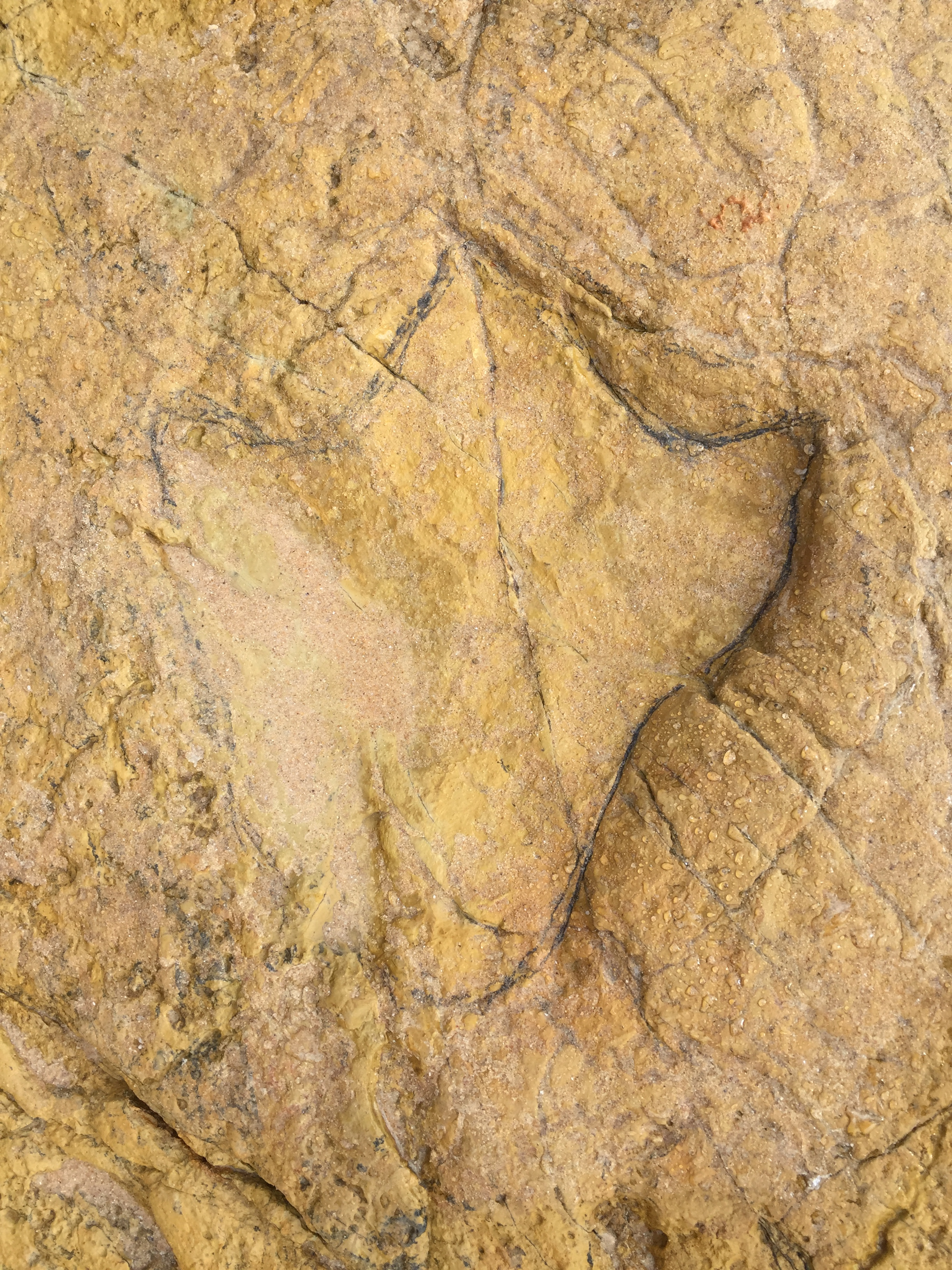
Der Fußabdruck eines Ornithopoda in Salema.

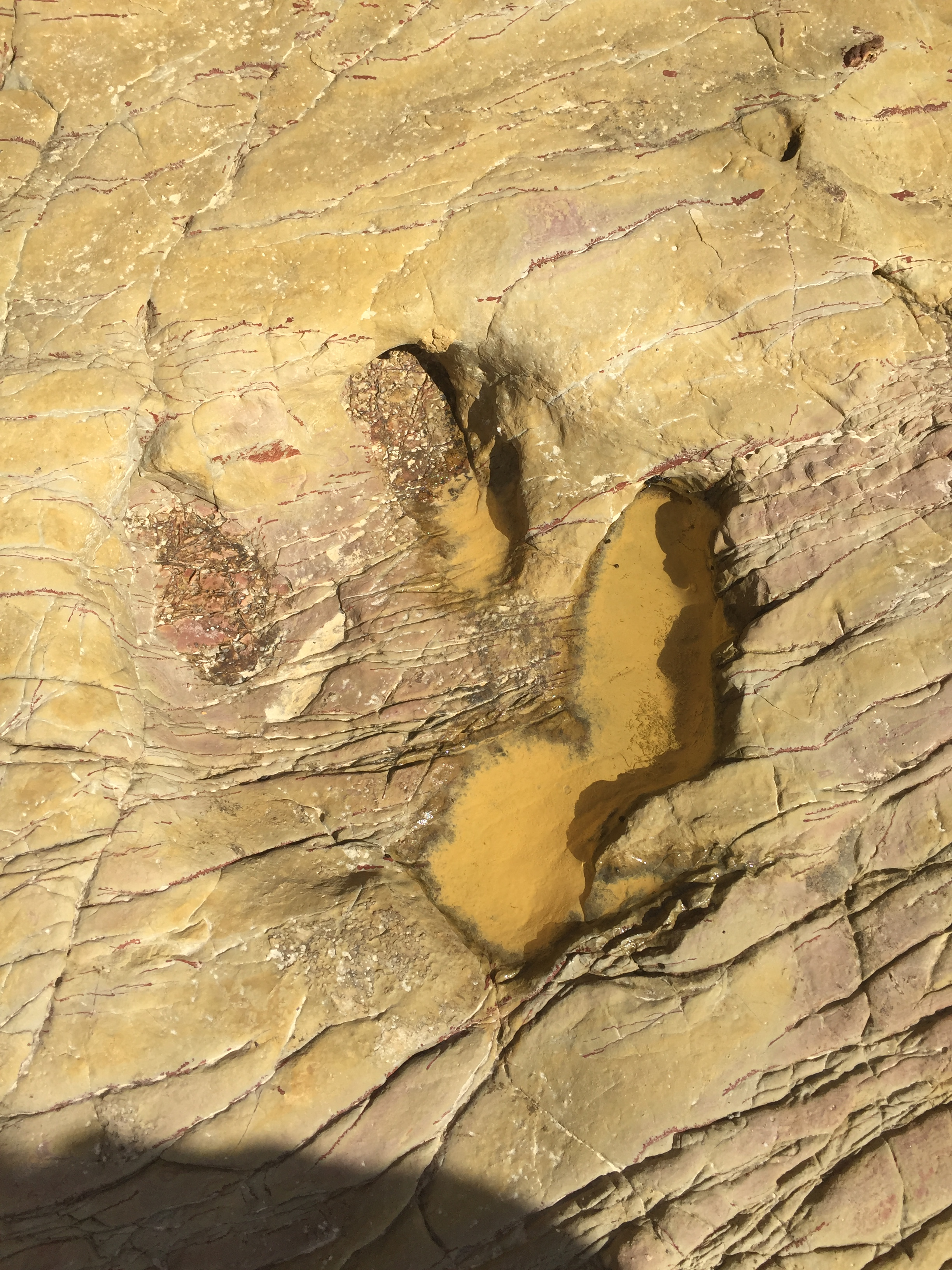
Der Fußabdruck eines Theropoden in Salema.

Unmittelbar am Strand blieben etwa 140 Millionen Jahre alte Dinosaurierfußabrücke erhalten. Sie stammen von einem Dinosaurier der Unterordnung Ornithopoda. Dieser war etwa 1,50 m bis zwei m groß, bewegte sich meist Zweibeinig auf Füßen mit drei relativ breite Zehen ohne Krallen und war ein Pflanzenfresser. Etwas weiter östlich blieben an einer namenlosen Bucht auf einer schrägen Gesteinsplatte sechs Hühnerfüßen mit Krallen ähnelnde Fußabdrücke von einem Theropoden erhalten. Auch dieser bewegte sich zweibeinig fort, war allerdings im Gegensatz zu den Ornithopoda ein Fleischfresser.
Die britische Zeitung The Guardian nahm den mit der Blauen Flagge zertifizierten Strand in eine Liste der 50 schönsten Strände der Welt auf. Salema belegt in diesem Ranking Platz 15.